# Majida El Roumi
Majida El Roumi Embaixador(a) da boa vontade da FAO (em árabe: ماجدة الرومي) nasceu em Kfarshima, no Líbano, em 13 de dezembro em 1956. Ela é uma soprano libanesa, que começou sua carreira musical no início dos anos 1970, quando ela participou do show de talentos, Studio El Fan em Télé Liban e ganhou a medalha de ouro de melhor cantora. Desde sua aparição na televisão com a idade de 16 anos, ela se tornou uma das cantoras mais bem sucedidas do Mundo árabe, assim como Embaixadora da Boa Vontade da ONU.
Em 1977, Majida casou com um empresário de Byblos, Líbano, Antoine Dfouni que também era seu empresário. Eles tiveram duas filhas: Hala e Nour. Eles se divorciaram em 2006, após muitas questões que Majida optaram por manter afastado de qualquer cobertura da imprensa.

## Discografia

### Álbuns
| Lançamento | Álbum -                      | 1977 | Wadaa |
| 1982       | Live Recordings              |      |       |
| 1983       | Majida El Roumi and the kids |      |       |
| 1986       | Dawi Ya Amar                 |      |       |
| 1988       | Ya Saken Afkari              |      |       |
| 1991       | Kalimat                      |      |       |
| 1994       | Ebhath Anni                  |      |       |
| 1996       | Rasael                       |      |       |
| 1998       | Ouhebouka Wa Baad            |      |       |
| 2003       | Irhamny Ya Allah             |      |       |
| 2003       | Cithare Du Ciel              |      |       |
| 2006       | E'tazalet El Gharam          |      |       |
| 2012       | Ghazal                       |      |       |